# Blues from Laurel Canyon
| 전문가 평가                           | 전문가 평가 |
| 평가 점수                             | 평가 점수   |
| 출처                                  | 점수        |
| ------------------------------------- | ----------- |
| Allmusic                              | [ 1 ]       |
| The Penguin Guide to Blues Recordings | [ 2 ]       |

《Blues from Laurel Canyon》은 1968년 11월에 발매된 영국의 블루스 음악가 존 메이올의 음반이다. 1968년 5월, 그의 밴드 블루스브레이커스가 해체된 후 그의 첫 번째 음반이었지만, 다른 사람들은 1968년 7월 14일이라고 주장한다. 이 음반은 폴리도르 레코드로 옮기기 전 데카 레코드와의 마지막 음반이기도 했다.

## 배경
존 메이올은 음반에서 하모니카, 오르간, 기타를 연주하고 노래한다. 다른 밴드 멤버로는 믹 테일러 (기타), 콜린 앨런 (드럼), 스티븐 톰슨 (베이스) 등이 있다. 기타리스트 피터 그린은 〈First Time Alone〉이라는 곡에 수록되어 있다. 그 엔지니어는 데릭 배널스였다. 이 음반에 수록된 곡들은 모두 메이올이 작곡한 곡들이다.
음반의 제목은 1969년부터 1979년까지 존 메이올이 살았던 미국 캘리포니아주 로렐 캐년에서 유래했다. 그것은 보다 영구적인 기준으로 미국으로 이주하기 전에 그가 그곳을 방문했던 녹음을 형성한다. 그 지역은 당시 많은 음악가들이 좋아했다. 1968년 8월 26일부터 8월 28일까지 잉글랜드 런던 웨스트햄스테드에 있는 데카 스튜디오에서 녹음되었으며 데카 레코드에 발매되었다. 이 음반은 영국 음반 차트에서 33위로 정점을 찍었다.
이 음반은 특히 블루스 레코딩의 기준에 의해 그 시대를 위해 혁신적이었다. 첫 번째 트랙은 제트 여객기 착륙 녹음과 함께 시작되어 곡의 드라이빙 리듬에 녹아든다. 바이닐 음반에는 트랙 부문이 보이지 않았다. 어떤 노래들은 희미해지거나 다음 트랙으로 갈라지기도 하고, 다른 노래들은 바로 다음 트랙의 소개에 뒤이어 나오는 코드에서 멈추기도 한다. 드럼 스틱으로 기타 줄을 치는 기술처럼 타블라 드럼이 사용된다. 마지막 트랙은 메이올의 해먼드 오르간이 강조하는 리드 기타 솔로 곡으로 이어지는 긴 곡으로, 너무 희미해질 때까지 반복되는 단순한 무반주 기타 피규어로 변한다.
가사는 자전적이며, 비스듬히 말하면, 메이올이 첫 방문에서 만난 사람들, 예를 들어 프랭크 자파와 문 유닛 자파 (〈2401〉), 밴드 캔드 히트 (〈The Bear〉), 그리고 유명한 그룹 캐서린 제임스 (〈Miss James〉)를 지칭한다.
이 음반의 리마스터되고 확장된 버전은 2007년 8월에 영국에서 발매되었다.

## 곡 목록
모든 곡들은 존 메이올에 의해 작사/작곡하였다.
| #   | 제목                               | 재생 시간 |
| --- | ---------------------------------- | --------- |
| 1.  | 〈Vacation〉                       | 2:47      |
| 2.  | 〈Walking on Sunset〉              | 2:50      |
| 3.  | 〈Laurel Canyon Home〉             | 4:33      |
| 4.  | 〈2401〉                           | 3:42      |
| 5.  | 〈Ready to Ride〉                  | 3:32      |
| 6.  | 〈Medicine Man〉                   | 2:43      |
| 7.  | 〈Somebody's Acting Like a Child〉 | 3:27      |
| 8.  | 〈The Bear〉                       | 4:40      |
| 9.  | 〈Miss James〉                     | 2:30      |
| 10. | 〈First Time Alone〉               | 4:49      |
| 11. | 〈Long Gone Midnight〉             | 3:27      |
| 12. | 〈Fly Tomorrow〉                   | 8:59      |